# Этибонд
Этибонд (англ. Ethibond) — комплексная (плетёная) лавсановая нить, покрытая полибутиратом (polybutyrate).
Наиболее распространённое использование материала — в реконструктивной кардиологии, также используется в ортопедии. Этибонд — очень прочный материал.
Несмотря на то, что материал является плетёным, за счёт своего покрытия поверхность нити очень гладкая, что позволяет легко спускать узел и точно его позиционировать.
Для удобства работы с нитью этибонд на операциях на сердечных клапанах применяют парные нити разных цветов. Кроме того, кардиохирурги используют этибонд на прямоугольных или овальных прокладках. Прокладки компенсируют высокое давление нити на ткань, тем самым предотвращая прорезание.